# 芒西帕克 (紐約州)
芒西帕克（英語：Munsey Park）是位於美國紐約州拿騷縣的村。

## 人口
根據2020年美國人口普查的數據，芒西帕克的面積為1.34平方千米，皆為陸地。當地共有人口2809人，而人口密度為每平方千米2,096人。